# Hipparchia sbordonii
Hipparchia sbordonii Kudrna, 1984, conosciuta popolarmente anche come "farfalla di Ponza", è un lepidottero diurno appartenente alla famiglia Nymphalidae (sottofamiglia Satyrinae) ed è una specie endemica italiana confinata nelle Isole Ponziane, dove non sono presenti altre specie affini. Possiede un areale molto ristretto dove sono presenti poche popolazioni isolate, pertanto la Lista Rossa IUCN delle Farfalle Italiane considera questa specie come "in pericolo di estinzione".

## Scoperta e classificazione
La sua scoperta risale agli anni ’60 dello scorso secolo e fu effettuata da un gruppo di zoologi dell’Università di Roma allora impegnati nel progetto nazionale di ricerche faunistiche e floristiche sulle piccole isole italiane promosso e finanziato dal CNR. Dalla scoperta alla descrizione formale della specie, da parte di Otakar Kudrna, passarono quasi vent’anni.
Studi passati sui polimorfismi enzimatici hanno evidenziato uno scarso differenziamento genetico tra H. sbordonii e H. semele, la specie più affine presente sul continente. Nonostante ciò, le differenze riscontrate nella morfologia, hanno suggerito di mantenere H. sbordonii come una specie valida.

## Descrizione
L'apertura alare è di 5/6 cm. La farfalla adulta presenta una colorazione delle ali con varie tonalità di marrone chiaro e scuro, che possono arrivare fino all’arancio e al giallo, e le permettono un'efficace mimetizzazione nell'ambiente circostante. La pagina superiore delle ali è scura con una demarcazione del margine quasi nera e presenta una serie di macchie interne più chiare, allungate dal corpo al margine dell’ala; sull’ala anteriore sono presenti anche due ocelli ben sviluppati, più grandi nella femmina che nel maschio; la pagina inferiore delle ali posteriori è invece marmorizzata in modo da rendere l’individuo molto criptico quando posato su un tronco d’albero o sul terreno. La specie presenta anche altri tratti, oltre la dimensione degli ocelli, soggetti a dimorfismo sessuale: i due sessi possono essere facilmente distinti perché la femmina, di norma, è leggermente più grande e presenta macchie giallo-arancio più estese nelle ali anteriori.

### Differenze rispettoHipparchia semele
L’aspetto generale di H. sbordonii è molto simile, per entrambi i sessi, a quello della specie continentale affine H. semele ma differisce per alcuni caratteri costanti: in H. sbordonii il margine delle ali anteriori è fortemente convesso (in H. semele è quasi dritto); la zona androconiale marrone nei maschi di H. sbordonii è più piccola e sempre meno pronunciata che in H. semele; la struttura genitale maschile di H. sbordonii è simile a quella di H. semele ma l'uncus è più lungo e chiaramente più esile e anche le brachia sono esili e lunghe all’incirca quanto l'uncus.

## Biologia

### Comportamento
Ad oggi, non sono stati ancora pubblicati studi sul comportamento di questa specie.

### Alimentazione
Specie polifaga: il bruco si nutre su diverse specie di Graminaceae (Festuca, Brachypodium, Poa e altre).

### Riproduzione
Specie univoltina (una sola generazione annua, la riproduzione avviene in Luglio). Il periodo di volo, a seconda degli anni, va dalla fine di maggio ai primi di ottobre. Si ritiene che sverni allo stadio di bruco.

## Distribuzione e habitat
H. sbordonii vive solo nelle Isole Ponziane e possiede dunque un areale molto ristretto (area effettivamente occupata minore di 500 km2) dove sono presenti poche popolazioni isolate. Al tempo della sua scoperta fu osservata su tutte le isole dell’arcipelago (Ponza, Palmarola, Gavi, Ventotene, Santo Stefano e Zannone). Recentemente è andata incontro ad un marcato declino demografico e non ci sono dati recenti sulla sua presenza in altre isole diverse da Ponza e Palmarola.
Nelle varie isole l’adulto frequenta diversi tipi di formazioni vegetazionali mediterranee che vanno dalla lecceta alla macchia alta e bassa fino alla gariga, non disdegna coltivi e giardini. 

## Conservazione
Le popolazioni di H. sbordonii hanno subito un forte declino demografico negli ultimi decenni. La Lista Rossa IUCN considera questa specie come "in pericolo" a causa della forte pressione del turismo, del prelievo illegale di esemplari, dell'eccessiva urbanizzazione e di una impropria gestione del territorio con l’abbandono delle pratiche agricole tradizionali che favorivano la sopravvivenza delle popolazioni di H. sbordonii. La specie ha subito anche grandi fluttuazioni di numero probabilmente dovute alle conseguenze degli incendi. Infine, un altro potenziale fattore del declino è probabilmente dovuto al pigliamosche (Muscicapa striata), uccello insettivoro specialista nel predare insetti in volo, la popolazione estiva insulare di questa specie è infatti molto aumentata negli ultimi decenni in risposta alla ridotta attività venatoria e di bracconaggio. La specie è parte di uno studio di genomica della conservazione (Endemixit) che si propone di investigare e confrontare le conseguenze genetiche della sopravvivenza a dimensioni di popolazioni ridotte in diverse specie della fauna italiana. 